# توتويلر (مسيسيبي)
توتويلر (بالإنجليزية: Tutwiler, Mississippi)‏ هي بلدة تقع في مقاطعة تالاهاتشي (ميسيسيبي) بولاية مسيسيبي في الولايات المتحدة. 

## التركيبة السكانية
بلغ عدد سكانها 1364 نسمة في عام 2000 حسب إحصاء مكتب تعداد الولايات المتحدة وتصل الكثافة السكانية فيها 394 نسمة/كم2.

## جغرافيا
تبلغ مساحتها 3.5 (كم²)، وترتفع عن سطح البحر 47 م، 

### الموقع الجغرافي
الموقع الجغرافي للمناطق المحيطة بهذه النقطة هو كالتالي:

## وصلات خارجية
- The US50 - Cities and Towns in Mississippi State
- Mississippi Cities and Towns, Facts, Map, Flag, Colleges, Government, and More